# Кістенлі-Богданово
Кістенлі́-Богда́ново (рос. Кистенли-Богданово, башк. Киҫуәнле-Боғзан) — село у складі Біжбуляцького району Башкортостану, Росія. Входить до складу Базлицької сільської ради.
Населення — 483 особи (2010; 587 в 2002).
Національний склад:
- чуваші — 97 %